# Gabriel de Belcastel
Gabriel de Lacoste de Belcastel, né le 26 octobre 1821 à Toulouse (Haute-Garonne) et mort le 20 janvier 1890 à Colomiers (Haute-Garonne), est un homme politique français.

## Biographie
Fils du baron Auguste de Lacoste de Belcastel, officier de cavalerie, et d'Angélique d'Argout (sœur d'Antoine Maurice Apollinaire d'Argout), il est élevé à l'institution des jésuites de Vaugirard, devient avocat et s'occupe de littérature et d'agronomie dans sa région d'origine. Un Discours sur le progrès lui vaut une églantine d'or à l'Académie des Jeux floraux en 1850 et son élection comme membre titulaire en 1853, avant d'être admis au sein de la Société d'agriculture de la Haute-Garonne en 1867.
En 1869, dans une brochure sur la question romaine, il se montre un ultramontain intransigeant. Il publie en 1871 une brochure titrée Ce que garde le Vatican, lui valut une lettre approbative du pape Pie IX.
Élu, le 8 février 1871, représentant de la Haute-Garonne à l'Assemblée nationale, il est le seul à Bordeaux à voter contre le décret nommant Thiers chef du pouvoir exécutif de la République française, « ne voulant pas, même pour un jour, de l'étiquette républicaine », comme il l'indique dans une lettre au journal L'Univers. Siégeant du côté des monarchistes intransigeants, il s'oppose au retour de l'Assemblée à Paris, demande des concessions de terrains en Algérie pour les Alsaciens-Lorrains et se prononce pour la paix, pour les prières publiques, pour l'abrogation des lois d'exil et pour la pétition des évêques (la parole lui fut retirée par un vote de la majorité). Au mois de septembre, il envoie au pape, avec 45 de ses collègues, une adresse contre « les usurpations sacrilèges de l'Italie », affirmant en outre une adhésion absolue aux doctrines du Syllabus. Il se prononce de nouveau contre le retour de l'Assemblée à Paris (3 février 1872), combat dans une lettre (12 février) toute tentative de fusion avec les orléanistes, vote contre le service de trois ans et demande le maintien du remplacement militaire (juin). Il contribue au renversement de Thiers en mai 1873, réclame du ministère de Broglie le renvoi du préfet de Guerle car protestant. Il s'abstient sur la prorogation des pouvoirs du maréchal de Mac-Mahon (19 novembre) et vote contre le ministère de Broglie (16 mai 1874), l'amendement Wallon (30 janvier 1875) et l'ensemble des lois constitutionnelles (25 février), en conjurant l'Assemblée « de ne pas consommer l'infidélité au mandat qu'elle avait reçu de la Providence et de la patrie. »
Il est l'un des principaux promoteurs du pèlerinage de Paray-le-Monial et de la construction de l'église du sacré-cœur à Montmartre.
Il est élu sénateur de la Haute-Garonne le 30 janvier 1876, après avoir refusé de profiter de la coalition d'une partie de l'extrême droite et des gauches pour la nomination des sénateurs inamovibles. À la Chambre haute, il siège également aux côtés des monarchistes, il s'élève au nom du parti catholique, contre les modifications apportées à la loi réglant l'obtention des diplômes dans les Facultés libres (mars 1876) et proteste contre le recensement des congrégations religieuses (décembre 1876).
Après avoir quitté la vie publique, il entreprend d'aller porter la parole dans les assemblées générales des comités catholiques et dans les congrès eucharistiques. Il organise également des pèlerinages en terre sainte.
Il collabore au journal L'Univers et à divers journaux de province. Il est fait chevalier de l'ordre de Pie IX par le pape.
Il avait épousé Mlle Mescur de Lasplanes, petite-fille de Raymond Dominique Ferlus. 
Il meurt au château de Lasplanes, à Colomiers.

## Publications
- Étude sur les îles Canaries (1862)
- La Citadelle de la liberté ou la question romaine au point de vue de la liberté du monde (1867)
- Ce que garde le Vatican (1871)

## Sources
- Ressources relatives à la vie publique :   - Sénat
  - Base Sycomore
- Notices d'autorité :   - VIAF
  - ISNI
  - BnF (données)
  - IdRef
  - GND
- « Gabriel de Belcastel », dans Adolphe Robert et Gaston Cougny, Dictionnaire des parlementaires français, Edgar Bourloton, 1889-1891 [détail de l’édition]